# Claire Laffut
Claire Laffut (Namen, 21 juni 1994) is een Belgische singer-songwriter en beeldende kunstenaar.

## Biografie
Laffut deed voor het eerst modellenwerk op 10-jarige leeftijd samen met haar tweelingbroer. Op 18-jarige leeftijd verwierf ze bekendheid door het zetten van tijdelijke tatoeages en werkte ze samen met Amerikaanse modeontwerper Alexander Wang en Frans modehuis Chloé. Hierna figureerde ze in december 2013 op de cover van Elle België.
Nadat ze verscheen in een aantal muziekvideo's, bracht Laffut haar debuutsingle 'Verité' uit en volgde die op met 'Mojo'. Laffut, een veelzijdig kunstenares, heeft zelf de regie over de visuele aspecten rondom haar muziek.
In september 2021 bracht Laffut haar debuutalbum uit genaamd Bleu, vernoemd naar het feit dat ze nog maar nieuw is binnen de muziekindustrie.

## Discografie

### Album
| 1.                 | MDMA                | Claire Laffut, Tristan Salvati                                    | Salvati, Gaspard Murphy | 3:31 |
| 2.                 | Sororité            | Laffut, Pierre Juarez                                             | Juarez                  | 2:57 |
| 3.                 | Vertige             | Laffut, Murphy, Juarez                                            | Juarez, Murphy          | 2:57 |
| 4.                 | Hiroshima           | Laffut, Benoît David, Murphy, Noor, Thomas Malbete, Yohann Michel | Murphy                  | 3:19 |
| 5.                 | Adrénaline          | Laffut, Murphy                                                    | Murphy                  | 3:18 |
| 6.                 | Vérité              | Laffut, Salvati                                                   | Salvati                 | 3:43 |
| 7.                 | Etrange Mélange     | Laffut, David, Murphy, Meryl, November Ultra, Wladimir Pariente   | Murphy                  | 3:00 |
| 8.                 | Nudes (met Yseult)  | Laffut, Murphy, Yseult                                            | Murphy                  | 3:19 |
| 9.                 | Osmose              | Laffut, Juarez                                                    | Juarez                  | 3:23 |
| 10.                | Avis de Tempête     | Laffut, Salvati                                                   | Salvati, Murphy         | 3:30 |
| 11.                | Mojo                | Laffut, Salvati                                                   | Salvati                 | 3:26 |
| 12.                | Tombée dans un Rêve | Laffut, Murphy, Jonahan Jeremiah, Yello, Staelens                 | Staelens, Murphy        | 3:09 |
| 13.                | Et J'Ai Ri          | Laffut, David, Nino Vella, Ultra                                  | Vella, Murphy           | 2:45 |
| Totale duur: 42:23 |                     |                                                                   |                         |      |

### EP
| 1.                 | Vérité       | Claire Laffut, Tristan Salvati  | Salvati | 3:46 |
| 2.                 | Mojo         | Laffut, Salvati                 | Salvati | 3:28 |
| 3.                 | Gare du Nord | Laffut, Salvati                 | Salvati | 3:58 |
| 4.                 | La fessée    | Laffut, Gaspard Murphy, Salvati | Murphy  | 3:25 |
| Totale duur: 14:37 |              |                                 |         |      |

### Singles
| Single met hitnotering(en) in de Waalse Ultratop 50 | Datum van verschijnen | Datum van binnenkomst | Hoogste positie | Aantal weken | Opmerkingen              |
| --------------------------------------------------- | --------------------- | --------------------- | --------------- | ------------ | ------------------------ |
| Vérité                                              | 2-3-2018              | 31-3-2018             | 17 (Tip)        | -            |                          |
| Mojo                                                | 14-9-2018             | 22-9-2020             | 18 (Tip)        | -            |                          |
| Nudes                                               | 12-7-2019             | 10-8-2019             | 17              | 8            | Met Yseult               |
| 37°2 le matin                                       | 13-3-2020             | 09-08-2008            | Tip             | -            | Malory met Claire Laffut |
| Étrange Mélange                                     | 17-4-2020             | 25-4-2020             | 20 (Tip)        | -            |                          |
| Étrange Mélange (Acoustic Version)                  | 16-6-2020             | -                     | -               | -            |                          |
| Hiroshima                                           | 7-5-2021              | -                     | -               | -            |                          |